# Indisk buskgök
Indisk buskgök (Cacomantis passerinus) är en asiatisk vanligt förekommande fågel i familjen gökar inom ordningen gökfåglar.

## Utseende och läte
Indisk buskgök är en förhållandevis liten gök med en kroppslängd på 23 centimeter. Adulta fåglar är huvudsakligen grå med vitt på nedre delen av buken och undre stjärttäckarna. På vingen syns en vit fläck. Vissa honor är mörkbandat rödbruna ovan med en obandad stjärt och kraftigt bandad vitaktig undersida. Ungfågeln liknar honan men är mörkare grå. Närbesläktade sorgbuskgöken har gulgrå strupe och bröst samt rostfärgad buk, undergump och undre vingtäckare. Den är en ljudlig art som yttrar ett ihållande och högljutt pee-pip-pee-pee med stjärten sänkt.

## Utbredning och systematik
Fågeln förekommer i södra Asien från Himalaya i norra Pakistan och norra Indien österut till Nepal, Sikkim, Bhutan, västra Assam och norra Bangladesh, söderut genom Indiska halvön till Nilgiribergen och Wayanad i Kerala. Vintertid ses den så långt söderut som Sri Lanka. Den har även påträffats i Oman. Fågeln är en kortflyttare, där de nordligt och mer högbeläget häckande individerna flyttar till varma regioner vintertid.
Arten behandlas som monotypisk, det vill säga att den inte delas in i några underarter. Tidigare behandlades den som underart till sorgbuskgök (Cacomantis merulinus).

## Levnadssätt
Arten påträffas i öppen skog och jordbruksbygd. Den lever av olika sorters insekter och larver. Liksom många andra gökar är den en boparasit som lägger sitt enda ägg i bon tillhörande framför allt olika sångare.

## Status och hot
Arten har ett stort utbredningsområde och en stor population med stabil utveckling och tros inte vara utsatt för något substantiellt hot. Utifrån dessa kriterier kategoriserar internationella naturvårdsunionen IUCN arten som livskraftig (LC). Världspopulationen har inte uppskattats men den beskrivs som vanlig eller ganska vanlig i stora delar av utbredningsområdet.